# Koenigsegg Agera RS
Koenigsegg Agera RS — гиперкар производства компании Koenigsegg. Эта модификация легче и мощнее базовой Agera. Agera RS был представлен общественности в 2015 году на выставке автомобилей в Женеве.  Начальная стоимость автомобиля на данный момент примерно составляет 2 млн долларов США.

## Технические характеристики
Agera RS оснащена алюминиевой пятилитровой V-образной восьмеркой с твин-турбонаддувом, которая даёт 1,3 бар давления наддува; четыре клапана на цилиндр (всего 32 клапана). Доступен вариант двигателя 1 МВт (1341 лошадиная сила).

### Трансмиссия
Роботизированная семиступенчатая коробка передач с двумя сцеплениями; с подрулевыми переключателями; с автоматическим режимом переключения. Особенности: Koenigsegg Electronic differential (от англ.: электронный дифференциал); Koenigsegg Gearbox Control Module (от англ.: модуль контроля АКПП).

## Официальные мировые рекорды
На момент 2017 года Agera RS уже успел поставить три официальных мировых рекорда:
- Самый быстрый серийный автомобиль: 445 км/час[3];
- Самый быстрый из 0-400-0 км/час: 33,87 секунды[3];
- Самый быстрый на общественном шоссе: 457 км/час[3].

## Японская Спецсерия RSR
Японское представительство заказала у Koenigsegg 3 доработанных автомобиля Agera RS, они получили название Agera RSR. Эти три автомобиля входят в запланированный тираж автомобилей Agera RS.
Одной из главных особенностей серии RSR является заимствование некоторых аэродинамический деталей с модели One:1.
Серия также получила съемную секцию крыши и карбоновые диски. Цена автомобилей не раскрывается.

## Гонка скоростей междуKoenigseggиBugatti
Koenigsegg и Bugatti являются вечными соперниками в скоростях и на рынке. В 2017 году Bugatti выпускают свой новый автомобиль — Bugatti Chiron, который был заявлен якобы самым быстрым автомобилем в мире. Также Bugatti назвали свои 41,96 секунды мировым рекордом, но спустя месяц Koenigsegg решили замерить свой Agera RS в упражнении 0-400-0 км/час, как и Bugatti замеряли свой Chiron. В первом заезде Agera RS выполнила это упражнение за 36,44 секунды, тем самым уже сокрушив рекорд Bugatti. Затем, через месяц Koenigsegg вновь ставят новые рекорды, а именно: «самый быстрый серийный автомобиль» и «самый быстрый на общественном шоссе», к тому же, Agera RS удалось побить свой собственный рекорд в упражнении 0-400-0 км/час, поставив новый рекорд в 33,87 секунды.